# Петър Римски
Свети Петър Римски, наричан Петър Екзорцист (на латински: Petrus Martyr, Petrus Exorcista; * Рим; † 299 или 304, Рим) е раннохристиянски екзорцист, който по времето на император Диоклециан, заради християнската си вяра, е екзекутиран и така става мъченик на римско-католическата църква. Чества се на 2 юни.

## Религиозна дейност
Според агиографията, той е свързан с друг мъченик, свещеник на име Маркелин (Marcellinus). В иконографията двамата мъченици се изобразяват най-вече с палма, меч, кръст или книга.
През 299 или 304 г., както много други ранни християни по времето на Диоклециановите гонения, Петър е хвърлен в затвора. Там той и Маркелин започват тайно да кръщават затворници, обаче надзирателите ги разкриват и са подложени на изтезавания, след което са обезглавени в местност, край Рим, наречена Черната гора (Sylva nigra).

## Мощи
Според легендата на 2 жени - Луцилия и Фирмина - насън им се дава задачата да приберат труповете на убитите. Петър и Маркелин са погребани на 2 юни в гробницата на Виа Лабикана (днес: Via Casilina). Папа Дамас I (366 – 383) им поставя надпис.
През 4 и 5 век гробовете им са посещавани от вярващи. Костите на двамата са откраднати от книжовника Айнхард, близък до двора на франкския император Карл Велики, през 827 г. и занесени като реликви в Михелстадт в Хесен, Германия, след това в Обер-Мюлхайм, който по-късно получава името Зелигенщат. За тях построяват базилика.